# العصر الإدواردي

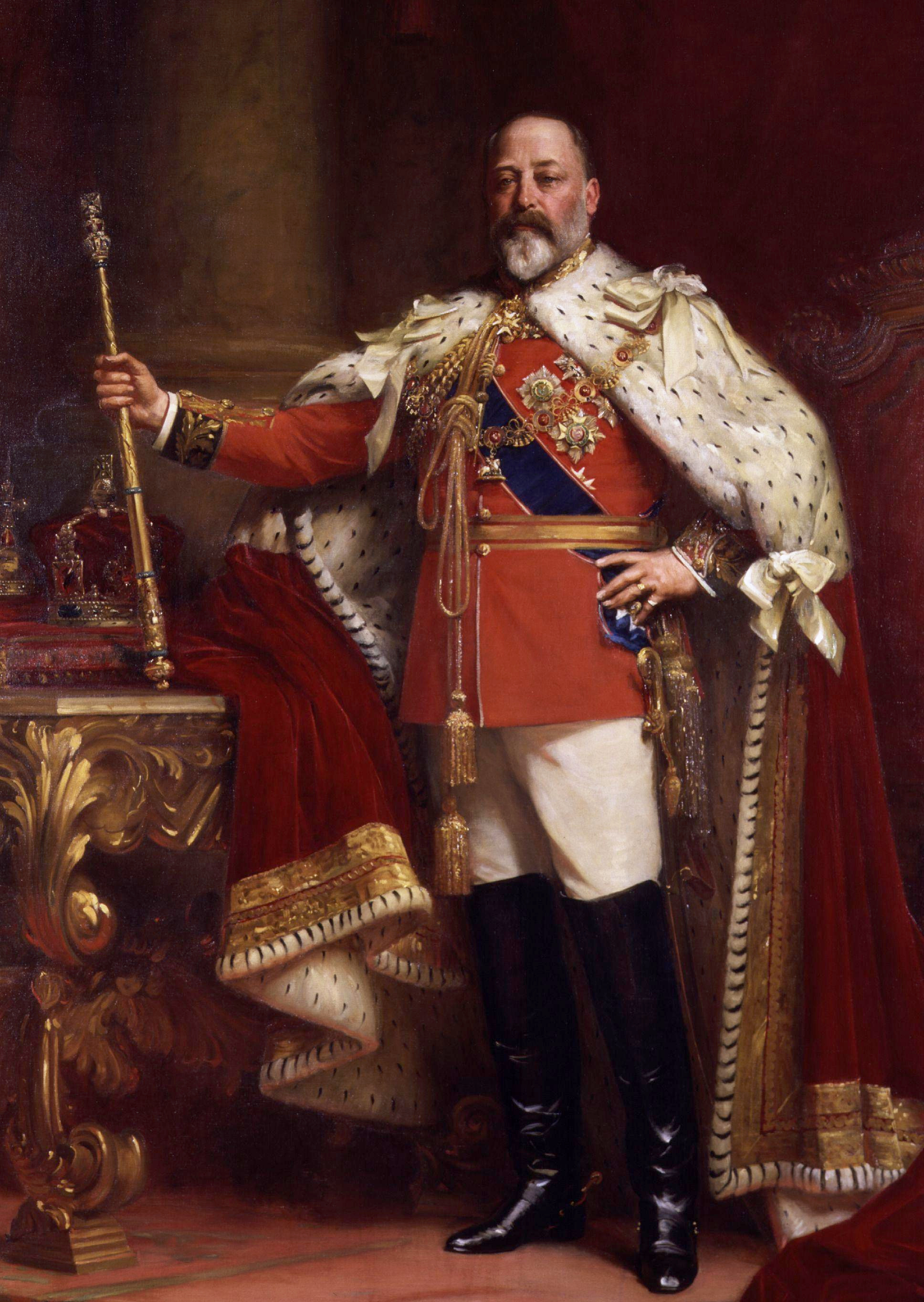
ادوارد السابع

تُشير تسمية العصر الإدواردي أو العهد الإدواردي في التاريخ البريطاني إلى عهد الملك إدوارد السابع، الممتد بين الأعوام 1901 و1910، ويُلحَق به أحيانًا بداية الحرب العالمية الأولى. مثّلت وفاة الملكة فيكتوريا في يناير من العام 1901 نهايةَ العصر الفيكتوري. وقبل ذلك كان ابنها وخليفتها إدوارد السابع شخصية بارزةً في النخبة المعاصرة التي اتّبعت أسلوبًا متأثرًا بفنون وأزياء أوروبا القارية. وصف صموئيل هاينز العصر الإدواردي بأنه» زمن رفاهٍ اعتمرت النساء فيه قبعات تصويرية دون أن يكون لهنَ حق التصويت، ولم يتوانى الأثرياء عن استعراض أنماط حياتهم الباذخة في العلن، ولم تغِب الشمس فيه أبدًا عن العلم البريطاني».
عاد الليبراليون إلى السلطة في العام 1906 وأجروا إصلاحات الرفاه الجوهرية. في ما دون الطبقة العليا، اتّسم العصر بتحولات أساسية في السياسة في أوساط شرائح من المجتمع كانت فيما سبق مستبعدة عن السلطة بشكل كبير، مثل العمال، والعمالة المنزلية، والبروليتاريا. شرعت النساء في تأدية أدوار أكثر فعالية في السياسة.
يُعتَبر العصر الإدواردي آخر حقبة في التاريخ البريطاني تحمل اسم الملك الحاكم. وهكذا لا يُطلق على عهود الحُكم التالية لكلّ من جورج الخامس وجورج السادس أسماء العصر الجورجي، إذ قد اقتصر ذلك الاسم على حقبة ملوك القرن الثامن عشر. وعلى نفس المنوال، يُشير العصر الإليزابيثي حصراً إلى الملكة إليزابيث الأولى في القرن السادس عشر ولا يشمل عصر الملكة إليزابيث الثانية الحالية.

## التصورات
يُجسَّد العصر الإدواردي أحيانًا بوصفه العصر الذهبي الرومانسي ذي المساءات الصيفية الطويلة والحفلات في الحدائق، والتمتّع بأشعة الشمس التي لا تغيب أبدًا عن الإمبراطورية البريطانية. ظهرَ هذا التصور في عشرينيات القرن العشرين وما بعده لدى أولئك الذين كان ينظرون إلى العصر الإدواردي بحنين إلى الماضي، ويستذكرون طفولتهم التي فصلتهم عنها هاوية الحرب العالمية الأولى.
إضافة إلى ما سبق، كان يُنظر إلى العهد الإدواردي كفترة عادية ملآى بالمتعة جاءت بين عهد الإنجازات العظيمة للعصر الفيكتوري السابق وعهد كارثة الحرب التالية. تُشدّد التقييمات الحديثة على الهوّة الكبيرة بين الأغنياء والفقراء خلال ذلك العهد، وتصف العصر بأنه كان يُنذر بوقوع تغييرات ضخمة في الحياة السياسية والاجتماعية. يرى المؤرخ لورانس جيمس بأن قادة الإمبراطورية شعروا بالخطر المتزايد للقوى المنافسة مثل ألمانيا، وروسيا، والولايات المتحدة. وبالرغم من ذلك، مثّل اندلاع الحرب العالمية الأولى في صيف العام 1914 مفاجأة غير متوقعة للجميع تقريباً، باستثناء البحرية الملكية لأنها كانت حسنة التجهيز ومستعدة للحرب.

## السياسة
بدأ الوعي السياسي يتزايد في أوساط الطبقة العاملة، وهو ما أدى إلى بزوغ نجم النقابات العمالية، والحركة العمالية، وارتفاع الأصوات المطالبة بتحسين ظروف العمل. إنما بقيت الطبقة الأرستقراطية مسيطرة على المناصب الحكومية العليا.

### حزب المحافظين
يُذكَر أن الحزب المحافظ –والذي كان أتباعُه يُسمَّون «الاتحاديين» في ذلك الوقت– كان الحزب السياسي المهيمن ابتداءً من تسعينيات القرن التاسع عشر حتى العام 1906. اتّسم الحزب بالعديد من أوجه القوة، فقد كان يجتذب الناخبين المؤيدين للإمبريالية، والرسوم الجمركية، وكنيسة إنجلترا، والبحرية الملكية القوية، والمجتمع ذي التركيبة الهرمية التقليدية. تركّزت قاعدة الحزب القيادية ضمن الطبقة الأرستقراطية المالكة للأراضي وطبقة ملاك الأراضي في ريف إنجلترا، بالإضافة إلى مساندة من الكنيسة الإنجليزية ومجموعات الضغط العسكرية. اعتمدَ المؤرخون نتائج الانتخابات لإثبات أن المحافظين حققوا نسبَ نجاحٍ مفاجئة في معاقل الطبقة العاملة. كما اجتذب الحزب الفئات الموسِرة من الطبقة العاملة البريطانية التقليدية في المدن الكبرى.
في الأرياف، لجأ المقر الوطني لحزب المحافظين بشكل فعال إلى خدمات المحاضرين المتنقلين مدفوعي الأجر، لنشر الكتيبات والملصقات، وخاصة شرائح عرض الفانوس السحري، والذين تمكنوا من التواصل بصورة ناجحة مع الناخبين الريفيين –ولا سيما العمال الزراعيين الذين حصلوا على حق التصويت مؤخرًا. في أوائل القرن العشرين، حققت حكومة المحافظين، برئاسة آرثر بلفور للوزراء، نجاحات عديدة في مجالات السياسة الخارجية، والدفاع، والتعليم، إضافةً إلى الوصول إلى حلول لقضايا ترخيص الكحول، وملكية الأراضي في حالة المزارعين المستأجرين في أيرلندا.
ورغم النجاحات السابقة، تراكمت أوجه ضعف الحزب، وثبتَ مقدارُ اكتساحها في العام 1906، إذ لم يعد الحزب إلى تولي مقاليد السلطة بشكل كامل حتى العام 1922. بدأ حزب المحافظين يخسرُ حيويته وحماسته، وخصوصاً عقب تقاعد جوزيف تشامبرلين صاحب الشخصية الجذابة. وقع انقسام حادّ فيما يتعلق بسياسة «الحمائية» (والتي تعني فرض تعريفات أو ضرائب على جميع الواردات)، وهو ما دفع بالكثيرين من التجار الأحرار إلى اللحاق بمعسكر الحزب الليبرالي. لم تكن سياسة الحمائية سوى قضية خاسرة تمسّكت بها قيادة حزب المحافظين لأسباب مجهولة. تراجع الدعم للمحافظين في المستويات العليا من الطبقة العاملة والشريحة الدُنيا من الطبقة المتوسطة، إضافة إلى الاستياء في أوساط المثقفين. وهكذا مثّلت الانتخابات العامة للعام 1906 فوزاً ساحقًا للحزب الليبرالي الذي شهد زيادة إجمالي حصة التصويت بنسبة بلغت 25%، في حين بقي إجمالي أصوات المحافظين ثابتًا.

### حزب العمال
راح حزب العمال يشقّ طريقه من أوساط الحركة النقابية سريعة النمو بعد العام 1890. وفي العام 1903، دخل الحزب في اتفاقية غلادستون-مكدونالد مع الليبراليين، التي أتاحت الدعم المشترك للأحزاب في الانتخابات، ودخول مجموعة عمالية صغيرة إلى البرلمان. كان اتفاقاً محدود الأجل حتى عشرينيات القرن العشرين، عندما بلغ حزب العمال درجة من السطوة السياسية تخوّله التصرف منفرداً، وكان الليبراليون حينئد في حالة تدهور لا أُفق له. أدت التغييرات الاجتماعية الحساسة التي لحقت بالطبقة العاملة إلى ظهور جيل شابّ يريد التصرف بصورة مستقلة. يعتبر مايكل تشايلدز أن للجيل الشاب أسبابه التي تدفعه لتفضيل الأسلوب السياسي لحزب العمال على أساليب الحزب الليبرالي. تضمنت العوامل الاجتماعية: التعليمَ الابتدائي المعلمَن (والذي يعني اختفاء دور المدارس المنشقّة التي رسّخت وجهات النظر الليبرالية)؛ كما دفعت «النقابية الجديدة» بعد العام 1890 العمال غير المهرة إلى صفوف حركة سيطر عليها فيما مضى العمال المهرة؛ بالإضافة إلى النشاطات الترفيهية الجديدة، وخصوصاً قاعات الموسيقا والرياضة، التي اجتذبت الشباب في نفس الوقت الذي نفّرت به الجيل الأكبر من الناخبين الليبراليين.

### الحزب الليبرالي
في العام 1906، لم يكن لدى الحزب الليبرالي قاعدة أيديولوجية موحدة. في حين ضمّ العديد من الفصائل المتناقضة والمعادية لبعضها بعضاً، مثل الإمبرياليين وأنصار حرب البوير؛ وشبه الاشتراكيين، والليبراليين الكلاسيكيين من أنصار سياسة «عدم التدخّل»؛ وأنصار حق المرأة في الاقتراع ومعارضي حق المرأة في الاقتراع؛ والفئات المعارضة للحرب، والمؤيدين للتحالف العسكري مع فرنسا. كان المنشقون المستقلّون –وهُم البروتستانت من غير الطائفة الأنجليكانية– عنصرًا وازناً، ومعارضاً شرساً للكنيسة القائمة فيما يخص التعليم والضرائب. بالرغم من ذلك، خسرَ المنشقّون التأييد واضطلعوا بدور ذي أهمية متناقصة في شؤون الحزب بعد العام 1900. إضافةً إلى ما تقدّم، فقد ضمّ الحزب كذلك كاثوليكيين، يُذكر منهم المفكر الكاثوليكي البارز هيلاير بيلو الذي عملَ نائباً ليبرالياً بين الأعوام 1906 و1910. كما ضمّ الحزب علمانيين من الحركة العمالية. بشكل عام، لقي الحزب تأييد فئات الطبقة الوسطى التجارية والمهنية والفكرية، مع أن بعض العائلات الأرستقراطية القديمة أدت أدوارًا مهمة كذلك. كانت فئات الطبقة العاملة تتحرك سريعاً إلى صفوف حزب العمال الناشئ حديثًا آنذاك. تمثّل أحد العناصر الموحّدة لأنصار الحزب في الاتفاق واسع النطاق على استخدام السياسة والبرلمان بوصفهما أدوات لتطوير المجتمع وتحسينه وإصلاح السياسة. في مجلس اللوردات، فقد الليبراليون معظم أعضائهم، الذين تحوّلوا في تسعينيات القرن التاسع عشر إلى «محافظين في كل شيء ما عدا الاسم». أمكَن للحكومة أن تجبر الملك في حال عدم رغبته على إنشاء مقاعد للأقران الليبراليين في المجلس، وقد ثبت محورية هذا الخطر في معركة هيمنةِ مجلس العموم على مجلس اللوردات في العام 1911.

## المجتمع ونظام الطبقات
لم يكن هنالك مجال للحراك الاجتماعي- أي الانتقال من طبقة اجتماعية إلى أخرى أو من مستوى إلى آخر في نفس الطبقة الاجتماعية- في المجتمع البريطاني، بسبب التغيرات الاقتصادية والاجتماعية التي ألمت بالمملكة كظهور الاشتراكية، وتفشي الفقر، ومعاناة المرأة في ظل الظروف الاقتصادية السيئة، وخاصةً عملها خارج البيت نتيجة لتزايد فرص العمل بسبب الثورة الصناعية المتنامية.

### الأزياء

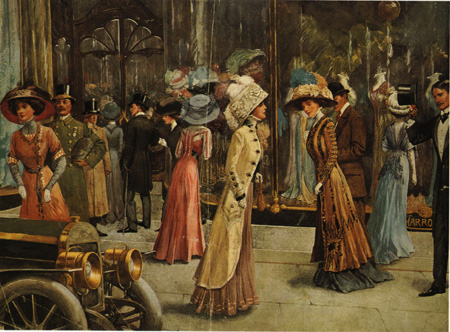
سيدات لندن 1909

احتضنت الطبقات العليا الرياضة الترفيهية، والتي أدت إلى تطورات سريعة في عالم الموضة خاصةً مع تزايد الحاجة إلى أزياءٍ أكثر راحةً ومرونة، فارتدت النساء المشدات الضيقة والتنانير الطويلة.
كان العهد الادواردي آخر مرة ترتدي فيها النساء تلك «الكورسيهات» أو المشدات الضيقة في الحياة اليومية. ويعتقد أن أكثر التغيرات التي تلت الحرب العالمية اثارةً للاهتمام كانت تلك التي ألمت بعالم الأزياء النسائية، ومنذ ذلك الوقت وأزياء النساء تصبح أقصر فأقصر.

## الفنون
توافق الحكم الادواردي لبريطانيا مع دخول فرنسا سنواتها الذهبية فيما يعرف ب«عصر الجمال» أو "Belle Époque". على الرغم من كونها فترةً وجيزة، إلا أن الأسلوب المعماري الفريد والأزياء المميزة وأنماط الحياة المترفة جعلت منها فترة تستحق الاهتمام. كان للفن الحديث في تلك الفترة تأثير قوي بشكل خاص، فتأثر الفنانون بتطور صناعة السيارات وظهور الكهرباء وزيادة الوعي بحقوق الإنسان.

### الأدب
كان للكتابة الخيالية حظ وفير في العهد الادواردي فلمعت العديد من الشخصيات أمثال: جي. أم. باري، أرنولد بينيت، تشيسترتون، جوزيف كونراد، فورستر، كينيث غراهام، روديارد كبلنغ، بياتريكس بوتر، وجورج برنارد شو. وبعيداً عن هؤلاء، نشرت العديد من الرويات والقصص القصيرة وظهر فرق بين الأدب الرفيع والأعمال الروائية الشعبية. ومن أهم ما صدر في النقد الأدبي: التراجيديا الشيكسبيرية ل«أي. سي. برادلي» والتي نشرت عام 1904. أما الصحف فكان جمهورها واسع واكتسبت اهمية متزايدة في تلك الفترة، مع أنها كانت تحت سيطرة أباطرة الصحافة كالاخوة «هارمزوورث».

### الموسيقى
كانت التسجيلات الموسيقية المتاحة كأسطوانات الشمع تشغل بواسطة الفونوغرافات التي تعتبر رديئة جداً مقارنة بالأجهزة الحديثة. العروض الموسيقية الحية، سواء لمحترفين أو هواة، كانت شعبية ومن أهم روادها: هنري وود، إدوارد إلجار، جوستاف هولست، أرنولد باكس، جورج بتروورث، رالف فون وليامز، وتوماس بيتشام حتى الفرق العسكرية كثيراً ما لعبت في الحدائق خلال فصل الصيف.

### الفنون المسرحية
كانت السينما بدائية وفضل الجمهور حضور العروض الحية عليها فزادت شهرة القاعات الموسيقية، أما أكثر الفنانين المسرحيين تأثيراً في تلك الفترة فهو المقلد الثاقب تيلي تيك والكوميدي الصغير تيك. أما الكاتب المسرحي الأكثر شهرة فهو جورج سومرست موم والذي عرضت له اربع مسرحيات في نفس الوقت في أنحاء لندن عام 1908. مسرحيات موم تميزت بحبكتها التقليدية إلا أن هذا العصر شهد صعود الدراما الجديدة التي تمثلت في كتابات جورج برنارد شو.

### الهندسة االمعمارية
وشملت أبرز المهندسين المعماريين: تشارلز ريني ماكينتوش وجيلز جيلبرت سكوت. وعلى الرغم من شعبية الفن الحديث في أوروبا إلا أن أسلوب الباروك الإدواردي في العمارة، والمستوحى من رين كريستوفر رائد الهندسة المعمارية في القرنين السابع عشر والثامن عشر، كان المفضل في تصميم وعمارة الهياكل العامة.

## العلوم والتكنولوجيا
سطع نجم البرت اينشتاين وماكس بلانك في أوروبا ابان العصر الادواردي في بريطانيا، ومنحت أول جوائز نوبل[ ؟ ]، ونشر ارنست رذرفورد كتابه عن النشاط الإشعاعي، وأطلق ماركوني غولييلمو أول إشارة لاسلكية عبر المحيط الأطلسي، وحلقت طائرة الأخوان رايت في السماء، وفي نهاية تلك الفترة أبحرت أكبر سفينة في العالم آنذاك، ار ام اس اولمبيك، في رحلتها الأولى، وانتشرت السيارات، ووطأ رولد أموندسن القطب الجنوبي لأول مرة في التاريخ.